# Armand Duval
Pour les articles homonymes, voir Duval.
Armand Duval, né le 20 février 1928 à Vezin-le-Coquet, Ille-et-Vilaine et mort le 6 juillet 2018 à Saint-Malo,, est un prêtre français, missionnaire d'Afrique (Père blanc) et auteur de livres à caractère religieux. 
Les thèmes de ses livres sont l'Afrique, la foi, le mysticisme, le besoin d'évoluer de l'Église sur les questions sociétales.

## Biographie
Après avoir achevé ses études chez les Pères blancs en Algérie et en Tunisie, Armand Duval est ordonné prêtre en 1953. Il poursuit une licence ès Lettres classiques à l'université de Strasbourg, il enseigne durant quatre ans en France, puis trois ans en Espagne, avant de rejoindre la République démocratique du Congo, Israël, puis le Mexique. Deux ans d'études à l'École de journalisme de la rue du Louvre, à Paris, lui permettent aussi de travailler plusieurs années à la revue Peuples du monde, à Paris et à Africana, à Madrid.
Missionnaire Père blanc en République démocratique du Congo et au Mexique, auteur d'une quarantaine d'ouvrages, le P. Duval, après soixante ans donnés à la formation de prêtres, de religieuses, de catéchistes et d'animateurs de communautés chrétiennes, s'est ensuite investi dans la pastorale de la santé.
Retiré chez les Petites Sœurs des Pauvres à Saint-Servan, il meurt de la maladie de Charcot le 6 juillet 2018.

## Écrivain renommé
Certains écrits du père Armand Duval ont été cités par des historiens du phénomène missionnaire en Afrique. C'est le cas par exemple de Aylward Shorter et Jean-Claude Ceillier ou encore Roger Etchegaray. 
Armand Duval a aussi été cité par la revue d'histoire Ecclésiastique de l'université catholique de Louvain à propos de la vie du père Lourdel.
Son travail de mémoire sur la Seconde Guerre mondiale a été cité dans la préface du livre Cisterciens dans les guerres d'Étienne Goutagny.
Son livre sur la mystique juive Etty Hillesum, morte en camp de concentration du Troisième Reich, a fait l'objet d'une recension sur Antenne 2. Ce livre est aussi cité par l'association des amis d'Etty Hillesum, ainsi que par le mouvement chrétien des cadres et dirigeants.

## Publications
- Le Docteur Lumière, Casterman, Paris 1960 (illustrations de René Follet).
- Elezeni Habari Njema, Homélies pour les dimanches A, B, C, en kiswahili. CIPCL, Bukavu 1980.
- Jizoeshe Kumcha Mungu' (Méditations), KivuPresse, Bukavu, RDC 1981.
- Ta Loi, je la médite. Rome 1982.
- Macho Yangu yameona wokovu (Catéchisme pour adultes), KivuPresse, Bukavu, RDC, 1983.
- Fécondité de l’échec. Le Père Francisco Palau y Quer. Escudo de Oro, Barcelone 1986, (traduit en catalan, castillan et portugais)
- Semeuse de paix. Teresa Mira. Claret, Barcelone 1986.
- Sentinelle aux avant-postes. Le bienheureux Francisco Palau. Villena, Madrid 1987.
- Venez vous nourrir à ma table. Méditations. Médiaspaul Paris 1997.
- L’Évangile de Quim. Une vie pour le Rwanda. Médiaspaul 1998. (traduit en catalan).
- C’était une longue fidélité à l’Algérie et au Rwanda. Médiaspaul 1998[19].
- Oui, j’aime l’Église. La passion du bienheureux Francisco Palau. F.-X. de Guibert 2000.
- Propos d’un curé impertinent., éditions Résiac, 2000.
- Avant tout, la prière. Témoignage du cardinal Lavigerie. F.-X. de Guibert 2000.
- Mois de Marie. Fleurs du mois de mai. Adaptation de Mes de María, du Père Palau, avec 30 planches aquarellées. Graficas Lucentum, Madrid 1989. Nouvelle édition, F.-X. de Guibert Paris 2001.
- Je pars vous préparer une place. Nouvelles homélies pour les obsèques. Médiaspaul 2002.
- Yohana Kitagana, catéchiste. Ressource Éditions 2002. (traduit en anglais)
- Baba Valentin Bashige, Portrait d’un juste. Ateliers Carmella, Laval, 2003.
- Le Bienheureux Francisco Palau, Fécondité de l’échec, édition revue, F-X de Guibert 2003.
- Le Père Siméon Lourdel, apôtre de l’Ouganda, F.-X. de Guibert, 2004. (traduit en anglais)
- Missionnaires et Martyrs, 51 témoins du Christ face au nazisme, F.-X. de Guibert, 2005.
- Le Disciple que Jésus aimait. Récit, F.-X. de Guibert, 2006.
- Il est passé faisant le bien, Homélies pour l'année C., F.-X. de Guibert, 2006.
- Proclame la Parole. Méditations pour l'année A., F.-X. de Guibert, 2007.
- N'éteignez pas l'Esprit. Méditations pour l'année B., F.-X. de Guibert, 2008.
- La Vénérable Teresa Mira. Faire le bien sans regarder à qui, F.-X. de Guibert, 2008.
- Etty Hillesum. Quand souffle l'Esprit. Essai, F.-X. de Guibert, 2010.
- Dieu plus fort que la mort. Homélies pour les obsèques. Nouvelle édition, revue et augmentée, Médiaspaul 2010.
- Homme et femme, Il les créa, Groupe DDB - F.-X. de Guibert -Lethielleux, 2011.
- Lettre à Benoît XVI, Createspace 2012
- Portait d'un juste, Baba Valentin Bashige, Createspace 2013
- Notices nécrologiques des pères blancs[20] :
- Chaque époque sécrète ses témoins, CreateSpace Independent Publishing Platform (2013)
- Profil d'un prophète, CreateSpace Independent Publishing Platform (2013)
- Justice, paix et liberté, CreateSpace Independent Publishing Platform (2013)
- Frères carmes tertiaires, CreateSpace Independent Publishing Platform (2013)
- Mon parcours missionnaire. Les grandes dates de ma vie, CreateSpace Independent Publishing Platform (2013), 196 pages
- Au service de l'Afrique, CreateSpace Independent Publishing Platform (2013)
- Ils ont cru, CreateSpace Independent Publishing Platform (2014)
- A l'école des sages, CreateSpace Independent Publishing Platform (2014)
- Pauline Jaricot, CreateSpace Independent Publishing Platform (2014)
- Miscellanées, CreateSpace Independent Publishing Platform (2014)
- En 80 ans, quel changement!, CreateSpace Independent Publishing Platform (2015)
- 10 prêtres au calvaire, CreateSpace Independent Publishing Platform (2015)
- 20 jocistes au calvaire, CreateSpace Independent Publishing Platform (2015)
- 21 témoins du Christ, CreateSpace Independent Publishing Platform (2015)
- Docteur Denis Mukwege, CreateSpace Independent Publishing Platform (2015)
- Père Ernest Lelièvre, CreateSpace Independent Publishing Platform (2015)
- L'À Dieu chrétien, CreateSpace Independent Publishing Platform (2016)
- O vieillesse ennemie ?: Non, pas partout, CreateSpace Independent Publishing Platform (2018)

### Articles
- Les Cahiers d'Edifa, no 10, été 2000, p. 66 à 71 : Armand Duval : « La 'Massa Nigra' ».
- Spiritus, no 208, septembre 2012 p. 336-350 : Armand Duval : « Construire dans la fragilité, Le Père Siméon Lourdel (1853-1890) ».
- Spiritus, Edición hispanoamerica, Año 53/3, no 208, septembre 2012, p. 56-69 : Armand Duval : « 'Construir en la fragilidad'. El Padre Simeón Lourdel (1853-1890) ».

### Traductions
Le père Armand Duval a aussi assuré la traduction d'un certain nombre de livres espagnols, essentiellement sur le père Francisco Palau y Quer et le carmel missionnaire thérésien (carmes déchaux).
- Lettres, correspondance du Père Palau. Rome 1987.
- Mes relations avec l’Église, Œuvre mystique du Père Palau. Rome 1987.
- Mungu azungumza na watoto wake : maneno kutoka kwenye Biblia. Verbo Divino, Estella, Navarra 1994[21].
- La Foi en marche. Les problèmes de fond du dialogue islamo-chrétien. Darek-Nyumba, Madrid - PISAI, Rome 1990.
- Le Diable, mythe ou réalité ? José Antonio Sayés. Médiaspaul, 1999.
- Que rien ne te  trouble, Pedro Romero. Médiaspaul, 2000.
- Pensées spirituelles, Mère Teresa, José Luis González-Balado. Médiaspaul, 2000.
- Histoire de la Congrégation des carmélites missionnaires thérésiennes.      
  - Tome 1er : Le Fondateur, Père Francisco Palau, Ramiro Viola González. Monte Carmelo, Burgos 2001.
  - Tome 2e : Le Carmel missionnaire thérésien, Ramiro Viola González. Racines et Charisme. Monte Carmelo, Burgos, 2004.
  - Tome 3e : Volumes 1 et 2 : Guerre civile et refondation, Josefa Pastor, 2012.
- Bienheureuse Teresa de Calcutta, José Luis González-Balado. Médiaspaul, 2003.
- 4 Carmélites missionnaires martyres. Monte Carmelo. Burgos 2005.
- Francisco Palau. Écrits. Monte Carmelo, Burgos 2006
- Introduction aux écrits de Francisco Palau, de Josefa Pastor, PUBLICACIONES CMT - Carmelitas Misioneras Teresianas. À paraître.

## Interviews
- Interview d'Armand Duval dans Voix d'Afrique no 51 juin 2001[22] :
- Interview à Radio Alpha, sur le livre Missionnaires et Martyrs. Septembre 2006. Magazine Regards.
- Interview pour l'émission Le Jour du Seigneur, sur France 2, après la messe télévisée en l'église Sainte-Croix de Saint-Malo, à l'occasion de la canonisation de sainte Jeanne Jugan, le 11 avril 2010.